# Палагонья
Палагонья, Палаґонья (італ. Palagonia, сиц. Palagunìa) — муніципалітет в Італії, у регіоні Сицилія,  метрополійне місто Катанія.
Палагонья розташована на відстані близько 550 км на південь від Рима, 150 км на південний схід від Палермо, 35 км на південний захід від Катанії.

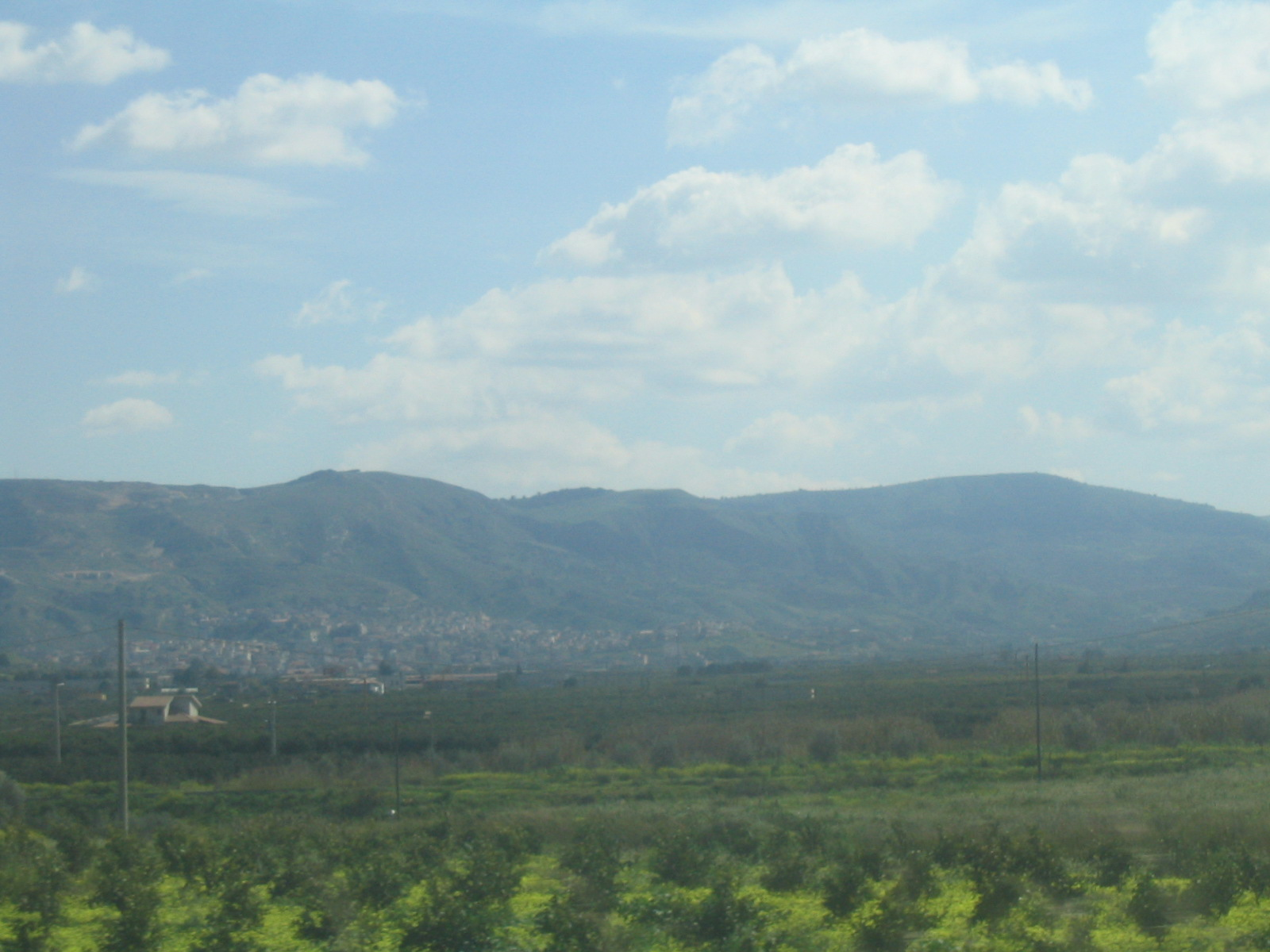

Населення — 16 673 особи (2014).
Покровитель — Santa Febronia .

## Демографія
Населення за роками:

Станом на 1 січня 2023 року в муніципалітеті офіційно проживало 517 іноземців з 25 країн, серед них 246 громадян країн Євросоюзу та 6 громадян України.

## Сусідні муніципалітети
- Лентіні
- Мілітелло
- Мінео
- Рамакка